# جورج هال (لاعب كرة قاعدة)
جورج هال (بالإنجليزية: George Hall)‏ هو لاعب كرة قاعدة أمريكي، ولد في 29 مارس 1849 في ستيبني في المملكة المتحدة، وتوفي في 11 يونيو 1923 في Ridgewood, Queens ‏ في الولايات المتحدة.

## وصلات خارجية
- جورج هال على موقع دوري كرة القاعدة الرئيسي (الإنجليزية)
- جورج هال على موقعبيزبول رفرنس.كوم (الدوري الرئيسي) (الإنجليزية)
- جورج هال على موقع جمعية أبحاث البيسبول الأمريكية (الإنجليزية)